# Casa de Arpades
Os arpadidas (em húngaro:  Árpádok; em croata:  Arpadovići; em sérvio:  Арпадовци - Arpadovci; em eslovaco:  Arpádovci; em turco:  Arpatlar) foram a dinastia reinante do Grão-Principado da Hungria nos séculos IX e X e do Reino da Hungria entre 1000 e 1301. A dinastia foi batizada em homenagem ao grão-príncipe Arpades, que era o líder da federação tribal húngara durante a conquista da bacia dos Cárpatos por volta de 895. Ela é também chamada de dinastia Turul.
Tanto o primeiro grão-príncipe dos húngaros (Álmos) quanto o primeiro rei da Hungria (Santo Estêvão) eram membros da dinastia.
Além de Estêvão, sete outros membros foram canonizados ou beatificados pela Igreja Católica e, por isso, a dinastia é também conhecida como "Irmandade dos Santos Reis" a partir do século XIII. Dois arpadidas também foram canonizados pela Igreja Ortodoxa.
A dinastia acabou em 1301 com a morte do rei André III da Hungria e o último membro da Casa de Arpades, a filha de André, a beata Isabel de Toss, morreu em 1336 ou 1338. Todos os reis subsequentes da Hungria (com exceção de Matias Corvino) eram descendentes cognatos da dinastia arpadida. A Casa de Croÿ e a família Drummond da Escócia reivindicam a descendência da princesa Geza e de Jorge, filhos dos reis húngaros medievais Geza II e André I respectivamente.

## Séculos IX e X

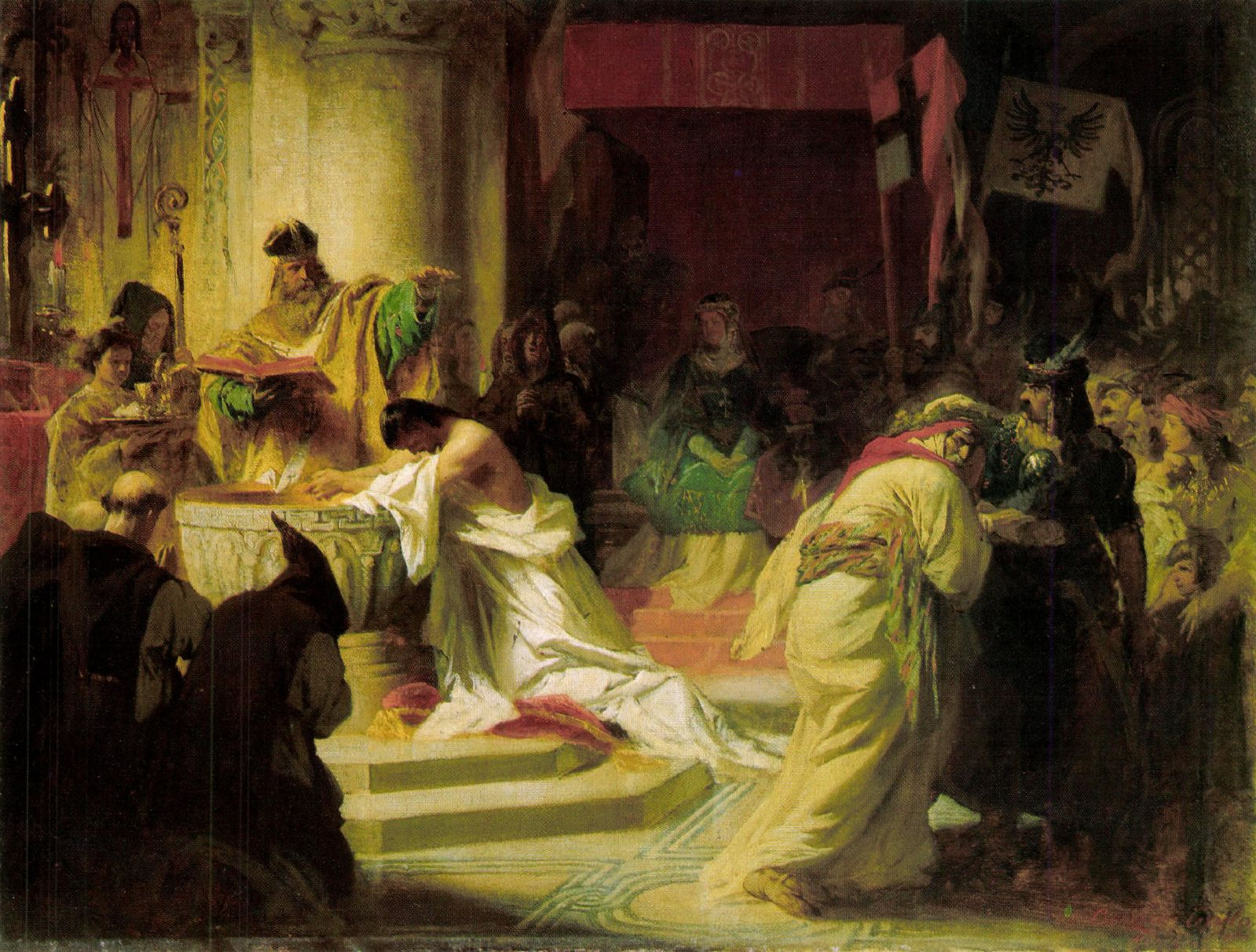
Batismo de Estêvão, o primeiro rei da Hungria

Cronistas medievais afirmam que o precursor dos arpadidas foi Ügyek, cujo nome deriva da palavra húngara antiga para "sagrado" (igy). O Gesta Hunnorum et Hungarorum ("Os Feitos dos Hunos e Húngaros") menciona que os arpadidas descendem da gens (clã) Turul e o Gesta Hungarorum ("Os Feitos dos Húngaros") relata que o ancestral totêmico dos arpadidas era um turul (um grande pássaro, provavelmente um falcão). Esses cronistas também mencionam uma tradição que conta que os arpadidas seriam descendentes de Átila, o Huno - o autor anônimo do "Gesta Hungarorum", por exemplo, põe as seguintes palavras na boca de Arpades:
| “ | As terras que se estendem do Danúbio ao Tisza pertenciam ao meu antepassado, o poderoso Átila. | ” |
|   | — Gesta Hungarorum.                                                                            |   |

O primeiro membro da dinastia mencionado por uma fonte escrita quase contemporânea foi o grão-príncipe Álmos. O imperador bizantino Constantino VII relatou em seu "Sobre a Administração Imperial" que Almo era o primeiro grão-príncipe de uma federação de sete tribos magiares (megas Turkias arkhon). Almo provavelmente se submeteu à supremacia do grão-cã dos cazares no início de seu reinado, mas, já em 862, a federação tribal magiar se tornou independente. Almo era ou um líder espiritual da federação (kende) ou seu comandante militar (giula).
Por volta de 895, as mulheres e o gado dos guerreiros magiares que lutavam no ocidente foram atacados pelos pechenegues, forçando-os a deixar seus territórios a leste dos Cárpatos e a invadir a planície a oeste. A morte de Almo foi provavelmente um sacrifício ritual, uma prática dos povos das estepes quando o líder espiritual perdia seu carisma, e ele foi seguido por seu filho, Arpades.
As tribos magiares ocuparam todo o território da bacia dos Cárpatos de forma gradual até 907. Entre 899 e 970, eles realizavam frequentes raides nos territórios da atual Itália, Frância Oriental, Frância Ocidental, Hispânia e nas terras do Império Bizantino. As invasões continuaram a avançar para o ocidente até a Batalha de Lechfeld, em 955, na qual Otão, rei dos germânicos, destruiu as tropas magiares. Porém, as invasões nos territórios bizantinos só se encerraram em 970.
A partir de 917, os magiares realizavam diversos raides simultâneos a diferentes territórios, o que provavelmente levou a uma decadência da unidade da federação tribal. As fontes provam a existência de três e, possivelmente, cinco grupos de tribos distintos dentro da federação e apenas um deles era liderado diretamente pelos arpadidas.
A lista de grão-príncipes dos magiares na primeira metade do século X está incompleta, o que pode também ser uma prova da falta de um governo centralizado na federação. As crônicas medievais mencionam que o grão-príncipe Arpades foi sucedido pelo filho, Zaltas, mas fontes contemporâneas só fazem referência ao grão-príncipe Falitzis (por volta de 950). Depois da derrota em Lechfeld, o grão-príncipe Taxis (em ou depois de 955 - antes de 972) adotou uma política de isolamento em relação aos países ocidentais - em contraste com o seu filho, Géza (antes de 972 - 997), que pode ter enviado emissários ao rei germânico Otão I em 973.
Géza foi batizado em 972 e, embora ele jamais tenha se tornado um cristão convicto, a sua nova fé começou a se espalhar entre os húngaros durante seu reinado. Ele conseguiu expandir seu jugo sobre os territórios a oeste do Danúbio e no Garam (atual Hron, na Eslováquia), mas partes significativas da bacia dos Cárpatos ainda permaneciam sob a liderança dos líderes tribais locais.
Géza foi seguido pelo filho, Estêvão (originalmente chamado Vajk), que era um seguidor fiel do cristianismo. Ele teve que enfrentar uma revolta de seu parente, Cupano, que reivindicou para si a herança de Géza baseada na tradição magiar de senioridade agnática. Estêvão conseguiu derrotar Cupano com a ajuda da guarnição germânica de sua esposa, Gisele da Baviera.

## Século XI

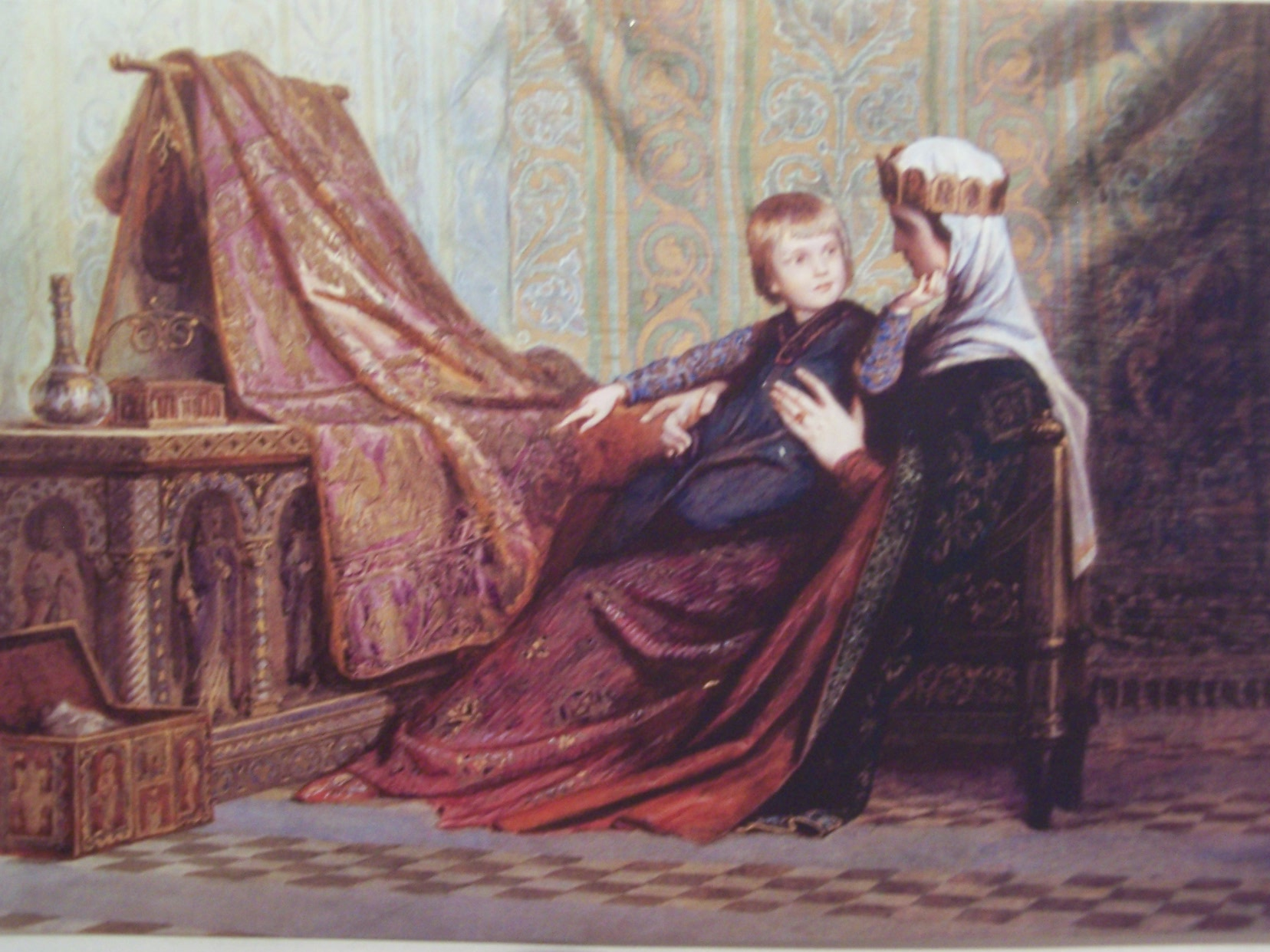
Santo Emérico e sua mãe, Gisela da Baviera

O grão-príncipe Estêvão foi coroado em 25 de dezembro de 1000 (ou em 1 de janeiro de 1001), tornando-se o primeiro rei da Hungria (r. 1000–1038) e o fundador do Reino Húngaro. Ele unificou a bacia dos Cárpatos sob seu governo por volta de 1030, subjugando os territórios dos magiares negros e os domínios dos (semi-)independentes chefes tribais locais. Ele introduziu o sistema administrativo de um reino - baseado nos condados (comitatus) - e fundou uma organização eclesiástica com dois arcebispados e diversos bispados. Depois da morte de seu filho, Emérico (2 de setembro de 1031), o rei Estêvão I nomeou o filho de sua irmã, o veneziano Pedro Urseolo como seu herdeiro, o que resultou numa conspiração liderada por seu primo Basílio, que estava na época preso em Nyitra (atual Nitra, na Eslováquia). Basílio foi cegado por ordem do rei e seus três filhos (Levente, André e Béla) foram exilados.
Quando o rei Estêvão I morreu em 15 de agosto de 1038, Pedro ascendeu ao trono, mas ele teve que lutar contra o cunhado do finado rei, Samuel Aba (r. 1041–1044). O reinado de Pedro terminou em 1046, quando irrompeu uma enorme revolta entre os húngaros pagãos, que o capturaram.
Com a ajuda dos pagãos, o filho do duque Basílio, André, que estava vivendo no exílio entre os russos de Quieve e lá fora batizado, tomou o poder e foi coroado. Assim, um membro de um ramo colateral da dinastia terminou no trono. O rei André I (r. 1046–1060) conseguiu pacificar os rebeldes pagãos e restaurou a posição privilegiada do cristianismo no reino. Em 1048, o rei André convidou seu irmão mais novo, Béla, e concedeu-lhe um terço dos condados do reino (o costume da tercia pars regni) como um apanágio para ele. Esta divisão dinástica do reino, mencionada como a primeira na Crônica Iluminada ("prima regni huius divisio"), foi seguida de diversas outras do século XI até o XIII, quando a maior parte do reino era governado por membros da dinastia arpadida. No século XI, os condados encarregados aos membros da dinastia reinante não formavam uma província separada do reino, mas estavam organizados à volta de dois ou três centros de poder. Os duques governando a tercia pars regni aceitavam a supremacia dos reis da Hungria, mas alguns deles (Béla, Géza e Almo) se revoltaram contra o rei para tomar a coroa e, para isso, se aliaram a governantes dos territórios vizinhos.
O rei André I teve um filho  do seu primeiro casamento pagão, Jorge (em húngaro: György )batizado em 1037/38 em Kiev como IURI. George era filho de um casamento não-cristão de André I, com uma mulher húngara, antes da conversão de André à fé católica romana, mas o casamento cristão subsequente com uma princesa ortodoxa russa rendeu ao filho não-cristão de seu primeiro casamento ilegítimo sob o direito canônico católico e, portanto, sem direitos ao trono húngaro agora cristão, Jorge é forçado ao exílio. Primeiro na Corte de Jaroslavl o Sábio em Kiev e depois na Escócia. Deste filho, descende a família Drummond da Escócia, Portugal e Brasil. O seu segundo casamento com Anastácia, filha de Jaroslav o Sábio príncipe de Kiev, ocorreu durante a estadia de Andrew em Kiev, entre 1037 e 1039, de acordo com uma cerimônia ortodoxa. Ele teve três filhos com sua esposa, uma filha e dois filhos. Sua filha, a princesa Adelheid, nasceu por volta de 1040, ela é o príncipe tcheco da Casa de Přemysl, o futuro rei da República Tcheca, rei II. Ela se tornou a segunda esposa de vratislav. Seu primogênito, príncipe Salomão, nasceu em 1053, e mais tarde tornou-se rei da Hungria entre 1063 e 1074, enquanto seu filho de segundo filho, o príncipe Davi, nascido por volta de 1053/55, escolheu a vida monástica André I foi o primeiro rei que corou o filho, Salomão ainda em vida para assegurar sua sucessão em 1057. Porém, o princípio da primogenitura agnática não foi capaz de superar a tradição da senioridade e, depois de André I, seu irmão, o rei Bela I (r. 1060–1063) tomou o trono apesar das reivindicações do jovem Salomão. De 1063 até 1080 houve diversos conflitos entre ele e seus primos, Géza, Ladislau e Lamberto, que governavam a tercia pars regni. O duque Géza se revoltou contra o primo em 1074 e foi proclamado rei por seus partidários de acordo com o princípio da senioridade. Quando ele morreu, em 25 de abril de 1077, estes partidários, desprezando seus filhos pequenos, proclamaram seu irmão, Ladislau, rei. O rei Ladislau I (r. 1077–1095) conseguiu persuadir o rei Salomão (r. 1060–1063), que vinha reinando sobre os condados ocidentais, a abdicar. Durante seu reinado, o Reino da Hungria se fortaleceu e conseguiu inclusive se expandir na direção da vizinha Croácia (1091), que se tornou uma província húngara. Ladislau encarregou o governo da recém-ocupada província à seu jovem sobrinho, o príncipe Almo.
Em 20 de agosto de 1083, dois membros da dinastia, o rei Estêvão I e seu filho, o rei Emérico, foram canonizados em  Székesfehérvár por iniciativa do rei Ladislau. A filha dele, Piroska, rebatizada Eirene ("paz"), a esposa do imperador bizantino João II Comneno, é venerada pela Igreja Ortodoxa.
Quando o rei Ladislau I morreu, seu sobrinho mais velho, Colomano (r. 1095–1116), foi proclamado rei, mas teve que conceder a tercia pars regni como apanágio ao seu irmão Almo. O rei Colomano derrotou uma revolta liderada por Petar Svačić em 1097.

## Século XII

Brasão da Hungria com a cruz dobrada, o escudo da Casa de Arpades e a Coroa de Santo Estêvão no alto

O rei Colomano retirou do irmão Almo seu ducado (a tercia pars regni) em 1107. Sete anos depois, ele pegou sua segunda esposa, Eufêmia de Quieve, em crime de adultério, se divorciou dela e enviou-a de volta à Rússia de Quieve. No exílio, ela deu-lhe um filho chamado Bóris Calamano, mas o rei se recusou a aceitá-lo. Por volta de 1115, o rei mandou cegar o duque Almo e o filho dele, o Béla II para assegurar a sucessão de seu próprio filho, o rei Estêvão II (r. 1116–1131).
O rei Estêvão II não teve filhos e o filho de sua irmã, Saulo, foi proclamado herdeiro do trono ao invés do cego duque Béla. Porém, quando ele morreu, em 1 de março de 1131, Béla conseguiu tomar o trono apesar de sua condição. O rei Béla II (r. 1131–1141) fortaleceu seu governo quando derrotou o suposto filho de Colomano, Bóris, que tentava tomar-lhe o trono com ajuda militar estrangeira. O rei Béla II ocupou territórios na Bósnia e concedeu-os na forma de apanágio a seu filho mais novo, Ladislau. Daí em diante, membros da dinastia arpadida passaram a governar as províncias meridionais e orientais (ou seja, Eslavônia, Croácia e Transilvânia) do reino ao invés da tercia pars regni.
Durante o reinado de Géza II (r. 1141–1162), o bispo Otão de Frisinga relatou que todos os húngaros "são tão obedientes ao monarca que não apenas irritá-lo pela oposição aberta mas também a ofensa velada e sussurrada podia ser considerada um crime por eles". O filho dele, rei Estêvão III (r. 1162–1172) teve que lutar pelo trono contra seus tios, os reis Ladislau II (r. 1162–1163) e Estêvão IV (r. 1163–1165), que se revoltaram contra ele com a ajuda do Império Bizantino. Durante seu reinado, o imperador Manuel I Comneno ocupou as províncias meridionais do reino sob o pretexto de que o irmão do rei, Béla (o déspota Aleixo) vivia em sua corte. Como noivo da única filha do imperador, o "déspota Aleixo" seria o herdeiro aparente aparente por um curto período (1165-1169).
Depois da morte do rei Estêvão III, o rei Béla III (r. 1173–1196) ascendeu ao trono, mas teve que prender o irmão, Géza, para conseguir assegurar sua posição. Educado entre os bizantinos, ele foi o primeiro rei a utilizar a "cruz dobrada" como símbolo do Reino da Hungria. Em 1188, Béla ocupou Galícia, cujo príncipe havia sido derrubado por seus boiardos e concedeu o principado ao seu segundo filho, André, cuja impopularidade obrigou a retirada das tropas húngaras em 1189.
Em 27 de junho de 1192, o terceiro membro da dinastia, o rei Ladislau I, também foi canonizado em Várad (atual Oradea na Romênia).
O rei Béla III deixou seu reino intacto para seu filho mais velho, o rei Emérico (r. 1196–1204), mas o novo rei teve que conceder a Croácia e a Dalmácia como apanágio ao seu irmão André, que se revoltou contra ele.

## Século XIII
O rei Emérico se casou com Constança de Aragão, da Casa de Barcelona, e é possível que ele tenha seguido padrões barceloneses (catalães) quando escolheu seu brasão, que mais tarde se tornaria o escudo familiar dos arpadidas. O filho e sucessor dele, rei Ladislau III (r. 1204–1205), morreu na infância e foi sucedido pelo tio, rei André II (r. 1205–1235).
O reinado de André foi caracterizada por constantes conflitos internos: um grupo de conspiradores assassinaram sua rainha, Gertrudes de Merânia, em 1213, nobres descontentes obrigaram-no a emitir a Bula Dourada de 1222 consolidando seus direitos (incluindo o de desobedecer o rei) e ele se desentendeu com seu primogênito, Béla, que tentou retomar os domínios reais que o pai havia concedido a seus seguidores. André, que havia sido príncipe de Galícia entre 1188 e 1189, intervinha regularmente nas disputas internas do principado e tentou muitas vezes assegurar o predomínio de seus filhos mais jovens (Colomano ou André da Hungria) no país vizinho. Uma de suas filhas, Isabel, foi canonizada em 1 de julho de 1235, quando ele ainda estava vivo, e tornou-se a quarta santa entre os arpadidas. Os filhos mais velhos de André deserdaram seu filho póstumo, Estêvão, que foi enviado para ser educado em Ferrara.
Membros da família reinaram algumas vezes no principado (futuramente reino) de Galícia (1188-1189, 1208–1209, 1214–1219, 1227–1229, 1231–1234) e no Ducado da Estíria (1254–1260).
O rei Béla IV (1235-1270) restaurou o poder real, mas seu reino foi devastado pela invasão mongol em 1241 e 1242. Depois do recuo dos invasores, diversas fortalezas foram construídas ou reforçadas por ordens suas. Ele também concedeu privilégios de cidade para diversos assentamentos em seu reino, como Buda, Nagyszombat (atual Trnava na Eslováquia), Selmecbánya (atual Banská Štiavnica na Eslováquia) e Peste. Ele também conseguiu ocupar o Ducado da Estíria por um curto período (1254-1260), mas teve que abandonar a região em prol de Otocar II da Boêmia. Nos seus anos finais, combateu o filho, Estêvão V, que fora coroado durante seu reinado e que agora obrigava o pai a conceder-lhe as regiões orientais do reino. Duas de suas filhas, Margarida (Margaret) e Cunegunda (Kinga), foram canonizadas (em 1943 e 1999 respectivamente) e uma terceira, Iolanda, beatificada (em 1827). Uma quarta, Constança, era também venerada em Lviv.
Quando o rei Estêvão V (r. 1270–1272) ascendeu ao trono, muitos dos seguidores de seu pai partiram à Boêmia e retornaram durante o reinado do filho dele, Ladislau IV, o Cumano (r. 1272–1290), cujo reinado foi caracterizado por conflitos internos entre diversos grupos a aristocracia húngara. O rei Ladislau IV, cuja mãe, Isabel, era de origem cumana, preferia a companhia dos nômades e semi-pagãos cumanos e foi excomungado diversas vezes, mas acabou sendo morto por assassinos cumanos. A desintegração do Reino da Hungria começou durante seu reinado, quando diversos aristocratas tentaram aumentar suas possessões às custas das reais.
Quando Ladislau IV morreu, a maior parte de seus contemporâneos acreditava que a dinastia dos arpadidas havia chegado ao fim, pois o único descendente patrilinear da família, André, era filho do duque Estêvão, o filho póstumo do rei André II que fora deserdado pelos irmãos. Mesmo assim, o duque André, "o Veneziano", foi coroado com a Coroa de Ferro da Hungria e a maior parte dos barões aceitou seu reinado. Porém, André III (r. 1290–1301) teve que lutar contra os mais poderosos entre eles (como os membros das famílias Csák e Kőszegi). A linhagem masculina da Casa de Arpades terminou com a sua morte em 14 de janeiro de 1301 e um de seus contemporâneos mencionou-o como sendo o "último ramo dourado". Sua filha, Isabel, o último membro da família, morreu em 6 de maio de 1338 e é venerada como santa pela Igreja Católica.
Depois da morte do rei André III, diversos pretendentes ao trono começaram a lutar entre si. Finalmente, o rei Carlos I (neto de uma filha do rei Estêvão V) conseguiu fortalecer sua posição por volta de 1310. Daí em diante, todos os reis da Hungria (com exceção do rei Matias Corvino) eram descendentes matrilineares ou cognatos dos arpadidas. Os seus descendentes cognatos sobrevivem por toda parte entre as famílias aristocráticas da Europa. A linhagem agnata dos arpadidas parecia ter-se extinguido, mas teve continuidade pelo príncipe Jorge, filho do primeiro casamento pagão de André I, que forçado ao exilio, primeiro em Kiev e depois na Escócia, dando origem à família Drummond. A atual Casa Real de Arpades tem como chefe dinástico , aclamado em 2023, pelos príncipes de sangue desta Casa, (Drummond), que fazem parte do seu Corpo de Nobreza, Dom Leopoldo Humberto Frederico Nóbrega de Drummond Ludovice, atual presidente do Instituto Casa Real de Arpades.

## Árvore genealógica da Casa de Arpades
|-

## Santos
Os seguintes membros da dinastia arpadida foram canonizados:
- Santo Estêvão, canonizado em 1083 (e também pela [[Igreja Ortodoxa em 2000).
- Santo Emérico, canonizado em 1083.
- São Ladislau, canonizado em 1192.
- Santa Isabel da Hungria, canonizada em 1235.
- Santa Margarida, canonizada em 1943.
- Santa Cunegunda, canonizada em 1999
- Santa Irene, canonizada pela Igreja Ortodoxa.